# Papageno Musiktheater

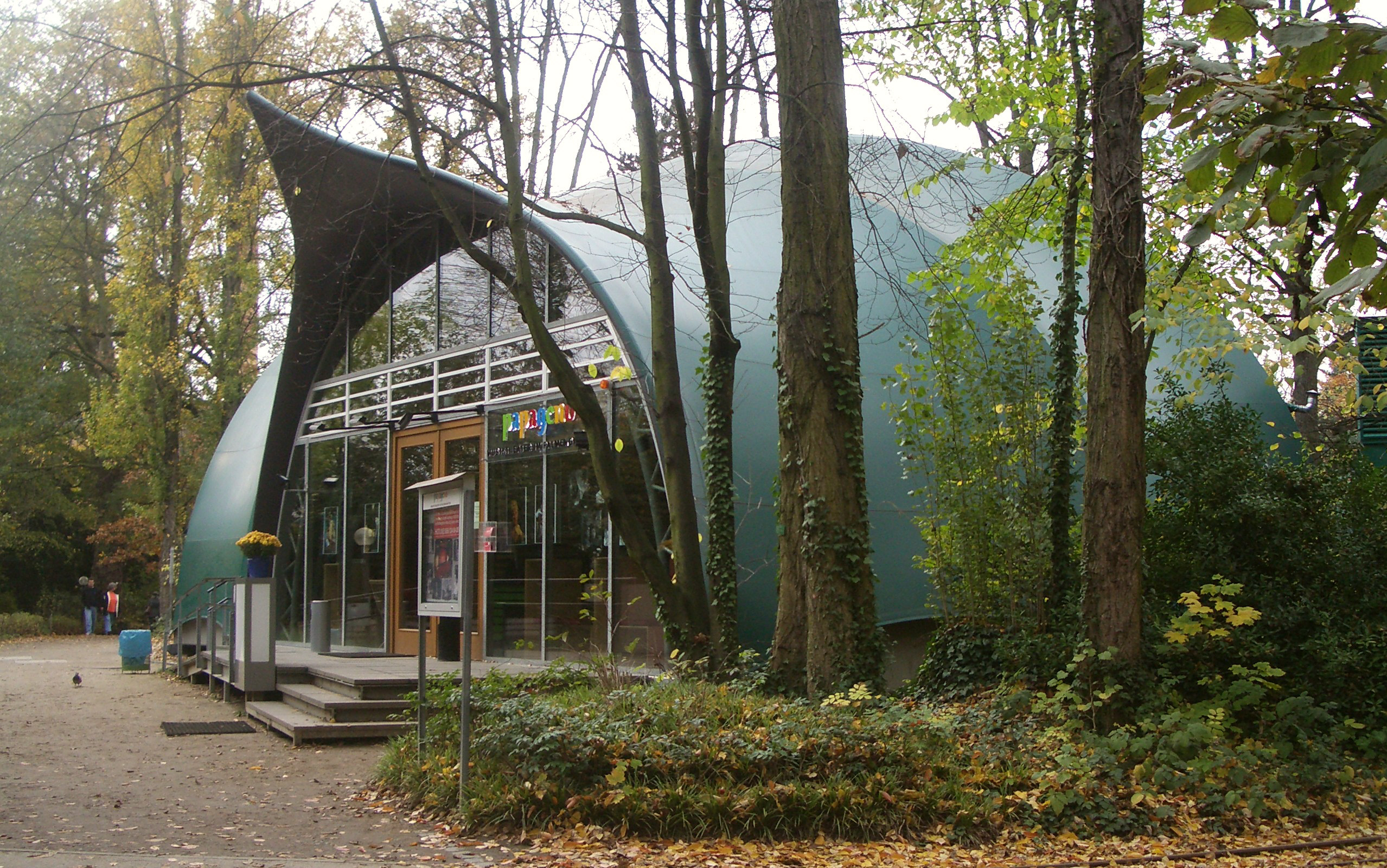
Musiktheater Papageno im Palmengarten

Das Papageno Musiktheater ist ein kleines Musiktheater in Frankfurt am Main. Es hat seinen Sitz an der Zeppelinallee neben dem Frankfurter Palmengarten.

## Geschichte
Das Theater wurde 1997 von Hans-Dieter Maienschein und seiner Frau Renate gegründet. Erste Vorstellungen fanden im Siesmayer-Saal im Gesellschaftshaus des Palmengartens statt. Hier trat Maienschein zum ersten Mal 1998 als Papageno in der von ihm selbst inszenierten Kleinen Zauberflöte auf, und die Hauptfigur des Stücks wurde zum Namensgeber für das Musiktheater. Im März 1999 bekam das Theater im Palmengarten eine feste Spielstätte in einem großen Zirkuszelt. Das Zelt brach 2002 unter einem heftigen Regen zusammen, so dass kein Spielort mehr vorhanden war. Mit finanzieller Unterstützung durch die Dietmar-Hopp-Stiftung wurde am selben Platz eine stählerne Bogenkonstruktion, bespannt mit einer grünen lichtundurchlässigen Membran errichtet, die seit Januar 2003 vom Musiktheater genutzt wird. Der Zuschauerraum ist voll klimatisiert und verfügt über 199 Sitzplätze.

## Aufführungen
Das Papageno Musiktheater bietet für Kinder musikalische Interpretationen von Werken wie Jim Knopf und Lukas der Lokomotivführer, Pippi Langstrumpf und Räuber Hotzenplotz sowie für ein erwachsenes Publikum Musical-, Opern- und Operetten-Aufführungen wie zum Beispiel Der Zigeunerbaron von Johann Strauß.
Im Jahr 2019 war das Papageno Musiktheater das Uraufführungstheater des Musikdramas Die Kinder der toten Stadt von Sarah Kass (Idee und Pädagogisches Konzept), Lars Hesse (Musik) und Thomas Auerswald (Buch und Songtexte). Das Werk erzählt von den inhaftierten Kindern im Ghetto Theresienstadt 1944, basierend auf wahren Begebenheiten. Die Produktion stand unter der Schirmherrschaft von Iris Berben. Die Presse urteilte durchweg positiv. Frankfurter Rundschau: „Ein sonorer Erzähler (KS Hubert Bischof), ein Grüppchen Erwachsene, aber vor allem ein musikalisch topfitter, ausgezeichnet vorbereiteter, vor Konzentration strahlender Kinderchor (Leitung: Karina Schwarz) ermöglichen die Inszenierung von Hans-Dieter und Niklas Maienschein. Von der Seite spielt eine Combo unter der Leitung von Seung-Jo Cha die sehr eingängige Musik ein. [...] Gerade, dass die Inszenierung das Artifizielle einer Kinderaufführung nicht scheut, macht deutlich: Die erschütterndste Verbindung ist die Mühe, die sich Kinder geben, alles richtig zu machen – auf der kleinen Bretterbühne in Theresienstadt, im Papageno Theater. Insofern ein Abend für Erwachsene, ein Appell, nein, eine schreiende Aufforderung, Kinder zu schützen.“ – Frankfurter Allgemeine Zeitung: „Das ist ein ernstes, schweres Thema, und tatsächlich möchte Intendant Hans-Dieter Maienschein sein Publikum mit diesem Stück nicht unterhalten, an dessen Uraufführung er sich als Regisseur – erstmals gemeinsam mit seinem Sohn Niklas – zum Glück und zu Recht gewagt hat. [...] Filip Niewiadomski als Benjamin, Julian Winkelmann als Michael, Lia Winkelmann als Lisa und Frida Killmer in der Rolle der Dana verleihen den von ihnen dargestellten Kindern und Jugendlichen wunderbar und mitreißend Freude, Sehnsucht und Hoffnung.“

## Veröffentlichungen
Anlässlich des 25-jährigen Jubiläums erschien bei Edition Faust, Frankfurt, das Buch Die Suche nach dem Zuhause der Phantasie. Idee und Text: Thomas Auerswald, Zusätzliche Texte: Fabian Moretti, Fotografie und Design: Laura Hofmann, Illustration: Max Bolczek. Das Buch erhält eine DVD über die Geschichte des Theaters sowie eine CD mit den schönsten Liedern aus über 50 Inszenierungen.